# Steg im Tösstal
Steg im Tösstal är en ort i kommunen Fischenthal i kantonen Zürich, Schweiz. 